# Voluntary Organisations in Cooperation in Emergencies
Voluntary Organisations in Cooperation in Emergencies (VOICE) ist ein europäischer Dachverband verschiedener Nichtregierungsorganisationen im Bereich des Katastrophenschutzes, der humanitären Hilfe und der Konfliktbewältigung mit Sitz in Brüssel.

## Entstehung
1992 wurde das Sekretariat des "Committee of European Development NGOs" eingerichtet, ab März 2001 wurde es eine eigenständige Organisation mit mehr als 90 Mitgliedern.

## Mitglieder
Deutschsprachige Mitgliedsorganisationen sind CARE Österreich, Caritas Österreich, Hilfswerk Austria, SOS-Kinderdorf International, World Vision Österreich, ADRA – Adventist Development and Relief Agency Germany, ASB – Arbeiter-Samariter-Bund, CARE Deutschland-Luxemburg, CARITAS Deutschland, Diakonisches Werk der EKD (Diakonie Emergency Aid), JUH – Johanniter-Unfall-Hilfe, Malteser International, medico international, Plan International Germany, Welthungerhilfe, World Vision Deutschland, Lutheran World Federation / DWS und Medair (EU CORD).